# Entjets
Entjets (bulgariska: Енчец) är ett distrikt i Bulgarien.   Det ligger i kommunen Obsjtina Kărdzjali och regionen Kărdzjali, i den centrala delen av landet, 190 km sydost om huvudstaden Sofia.